# Luciano Montero
Luciano Montero Hernández (nascido a 16 de abril de 1908 em Gemuño, província de Ávila - falecido em agosto de 1993) foi um ciclista espanhol, profissional entre os anos 1926 e 1939, durante os quais conseguiu 41 vitórias.

Nascido na província de Ávila, no entanto criou-se na localidade basca de Ordicia (Guipúzcoa). Foi o primeiro espanhol a ganhar uma medalha num Campeonato do Mundo de ciclismo, ao acabar segundo em 1935, por trás do belga Jean Aerts. Também foi três vezes campeão de Espanha e duas vezes subcampeão.
O seu irmão, Ricardo Montero Hernández, e seu sobrinho, Luciano Montero Rechou, também foram ciclistas.

## Palmarés
| 1927 - G.P. Pascuas 1928 - G.P. Pascuas 1929 - 1º no Campeonato da Espanha em estrada 1930 - 2º no Campeonato da Espanha em estrada 1932 - 1º no Campeonato da Espanha em estrada - GP República 1933 - 2º no Campeonato da Espanha em estrada - 1 etapa da Volta a Galiza - Prova de Legazpi | 1934 - 1º no Campeonato da Espanha em estrada - GP República - Grande Prêmio de l'Écho d'Alger - GP Vizcaya 1935 - 2º Campeonato do Mundo em estrada - 3º no Campeonato da Espanha em estrada 1936 - 2º no Campeonato da Espanha em estrada |

## Resultados em Grandes Voltas e Campeonato do Mundo
Durante a sua carreira desportiva tem conseguido os seguintes postos nas Grandes Voltas e nos Campeonatos do Mundo em estrada:
| Carreira           | 1925 | 1926 | 1927 | 1928 | 1929 | 1930 | 1931 | 1932 | 1933 | 1934 | 1935 | 1936 | 1937 | 1938 | 1939 |
| ------------------ | ---- | ---- | ---- | ---- | ---- | ---- | ---- | ---- | ---- | ---- | ---- | ---- | ---- | ---- | ---- |
| Giro d'Italia      | -    | -    | -    | -    | -    | -    | -    | -    | -    | -    | -    | -    | -    | -    | -    |
| Tour de France     | -    | -    | -    | -    | -    | -    | -    | -    | -    | 30º  | -    | -    | -    | -    | -    |
| Volta a Espanha    | X    | X    | X    | X    | X    | X    | X    | X    | X    | X    | Ab.  | -    | X    | X    | X    |
| Mundial em Estrada | X    | X    | -    | -    | -    | -    | -    | -    | -    | -    | 2º   | 10º  | -    | -    | X    |

-: Não participa

Ab.: Abandono

X:Edições não celebradas

## Equipas
- Real União (1926-1927)
- Dilecta - Real União (1928-1929)
- Real União (1930-1931)
- Real União - Orbea (1932-1933)
- Real União (1934-1935)
- Colin (1936)
- Independente (1937-1939)